# Skedehornede
De skedehornede (latin: Bovidae) er en biologisk familie af parrettåede hovdyr med omkring 145 arter. Familien indeholder mange af de velkendte græssende pattedyr f.eks. tamkvæg, geder, får og antiloper. De fleste arter lever i Afrika, ingen i Australien eller Sydamerika.

## Udseende og levevis
Hos de fleste arter er hornene ugrenede og består yderst af en hornskede, der kan sammenlignes med hudens hornlag, og som omslutter en benstejle, der er fastvokset til pandebenet. Hornene bæres som regel af begge køn og bliver ved med at vokse og skiftes ikke i dyrets levetid, undtagen hos kvæget, hvor kalvenes første små horn afstødes og erstattes af blivende horn. Dyrene i denne familie har ingen for- og hjørnetænder i overmunden. I hver kæbehalvdel findes seks kindtænder. De skedehornede får som regel kun en unge om året, men kan forplante sig allerede et år gamle. 

## Systematik
Familien Bovidae deles i cirka 9 underfamilier:
- Peleinae (råbukantilope)
- Antilopinae (egentlige antiloper)
- Caprinae (gedeantiloper)
- Bovinae (okser)
- Hippotraginae (hesteantiloper)
- Alcelaphinae (koantiloper)
- Aepycerotinae (impala)
- Cephalophinae (dykkerantiloper)
- Reduncinae (sumpantiloper)